# Тарский (хутор)
Та́рский — хутор в составе Курского района (муниципального округа) Ставропольского края России.

## География
Расстояние до краевого центра: 250 км.
Расстояние до районного центра: 18 км.

## История
Хутор в мае 1918 года основали беженцы и казаки из разорённой ингушами, выступавшими на стороне красного движения, станицы Тарской.
До 16 марта 2020 года хутор входил в состав сельского поселения Полтавский сельсовет.

## Население
| 1989 | 2002 | 2010 | 2021 |
| ---- | ---- | ---- | ---- |
| 77   | ↗91  | ↗107 | ↗147 |

Национальный состав
По данным Всероссийской переписи населения 2010 года:
| Народ    | Численность, чел. | Доля от всего населения, % |
| -------- | ----------------- | -------------------------- |
| даргинцы | 78                | 72,9 %                     |
| русские  | 21                | 19,6 %                     |
| другие   | 8                 | 7,5 %                      |
| всего    | 107               | 100 %                      |

## Кладбище
На южной окраине хутора расположено общественное открытое кладбище площадью 5 тыс. м².